# SN 2006tw
SN 2006tw – supernowa typu Ia odkryta 21 grudnia 2006 roku w galaktyce A010854+0017. Jej maksymalna jasność wynosiła 21,60m.